# هنریتا (میزوری)
هنریتا (به انگلیسی: Henrietta) یک شهر در ایالات متحده آمریکا است که در شهرستان ری، میزوری واقع شده‌است. هنریتا ۱٫۵۵ کیلومتر مربع مساحت و ۳۶۹ نفر جمعیت دارد و ۲۱۵ متر بالاتر از سطح دریا قرار دارد.